# Зеб'юлон (Джорджія)
Зеб'юлон (англ. Zebulon) — місто (англ. city) в США, в окрузі Пайк штату Джорджія. Населення — 1225 осіб (2020).

## Географія
Зеб'юлон розташований за координатами 33°5′39″ пн. ш. 84°20′36″ зх. д. / 33.09417° пн. ш. 84.34333° зх. д. (33.094165, -84.343437).  За даними Бюро перепису населення США в 2010 році місто мало площу 11,77 км², з яких 11,56 км² — суходіл та 0,21 км² — водойми.

## Демографія
Згідно з переписом 2010 року, у місті мешкали 1174 особи в 448 домогосподарствах у складі 301 родини. Густота населення становила 100 осіб/км².  Було 511 помешкання (43/км²).
Расовий склад населення:
| - 59,5 % — білих - 35,2 % — чорних або афроамериканців - 1,9 % — корінних американців - 0,9 % — азіатів |

До двох чи більше рас належало 1,9 %. Частка іспаномовних становила 1,4 % від усіх жителів.
За віковим діапазоном населення розподілялося таким чином: 27,3 % — особи молодші 18 років, 60,3 % — особи у віці 18—64 років, 12,4 % — особи у віці 65 років та старші. Медіана віку мешканця становила 34,8 року. На 100 осіб жіночої статі у місті припадало 84,9 чоловіків;  на 100 жінок у віці від 18 років та старших — 85,0 чоловіків також старших 18 років.
Середній дохід на одне домашнє господарство  становив 42 919 доларів США (медіана — 37 107), а середній дохід на одну сім'ю — 46 421 долар (медіана — 36 929). Медіана доходів становила 31 894 долари для чоловіків та 30 284 долари для жінок. За межею бідності перебувало 30,8 % осіб, у тому числі 55,8 % дітей у віці до 18 років та 12,6 % осіб у віці 65 років та старших.
Цивільне працевлаштоване населення становило 476 осіб. Основні галузі зайнятості: освіта, охорона здоров'я та соціальна допомога — 21,0 %, виробництво — 13,4 %, роздрібна торгівля — 10,7 %, науковці, спеціалісти, менеджери — 9,5 %.